# 太田さとり
太田 さとり（おおた さとり、11月6日 - ）は、日本の男性声優、ナレーター。埼玉県出身。シグマ・セブン所属。旧名：太田 勝弘（おおた かつひろ）。

## 人物
趣味はトレーニング系サプリの収集、ワークアウト。特技はキックボクシング(プロライセンス所持)、近接格闘術、護身術、ボディーメイク、ボウリング。

## 出演
太字はメインキャラクター。

### テレビアニメ
- ひぐらしのなく頃に（2006年 - 2007年、ニュースキャスター、沢田、アナウンサー、児童相談係長 他） - 2シリーズ
- CODE-E（2007年、所員A）
- ARIA The ORIGINATION（2008年、レガッタ選手）
- ひぐらしのなく頃に業 / 卒（2020年 - 2021年、原山） - 2シリーズ

### 劇場アニメ
- ストレンヂア 無皇刃譚（2007年）

### OVA
- HAPPY★LESSON（2001年、野郎共）
- みずいろ（2002年）

### ゲーム
- 烈火の炎 THE GAME（2001年、花菱烈火）
- 北へ。〜Diamond Dust〜（2003年、大野誠）
- SDガンダム GGENERATION SPIRITS（2007年、『MS IGLOO』アナウンサー 他）

### 吹き替え
- ギャングスター
- グルメ探偵 ネロ・ウルフ
- 激戦（リー）
- ザ・ミッション（ファイ）
- 電脳警察（ファイ）
- 反則王（サンビル）
- ベニスに恋して（ザルボ）

### ナレーション
- BS-i
  - BQ
- CS J-SPORTS
  - Sea Master
  - スポーツウーマン
  - ゴルフショー
  - ワールドカッププレビューショウ
  - テイクノート
  - フルフロンタルファッション
- CS Foodies TV
  - フレンチシェフ
- CS ActOnTV
  - 車快適生活